# Anfiteatro Flavio (Pozzuoli)
El Anfiteatro de Pozzuoli, llamado anfiteatro de Flavio, fue construido a finales del siglo I, en tiempos del emperador romano Vespasiano, de la familia de los Flavios. Fueron seguramente los mismos arquitectos que construyeron el Coliseo que data también de la época de Vespasiano. Estaba construido en la ciudad de Puteoli (la actual Pozzuoli, municipio de la Ciudad metropolitana de Nápoles), en Campania.

## Descripción e historia

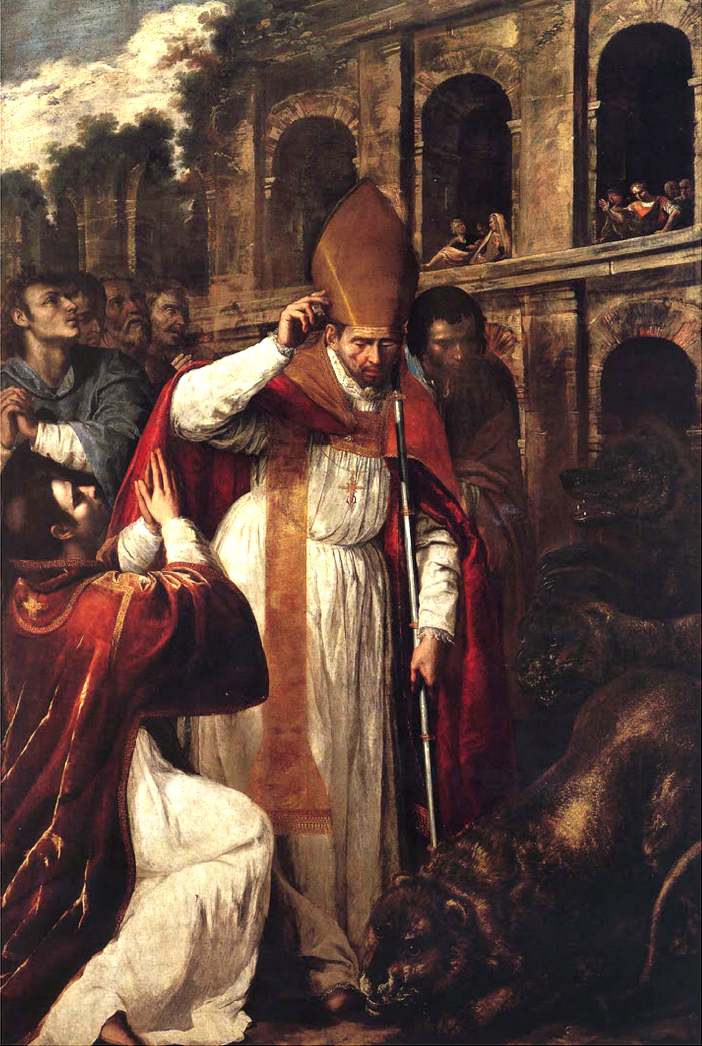
San Jenaro en el anfiteatro de Pozzuoli, por Artemisia Gentileschi (hacia 1636 o 1637).

El anfiteatro de Pozzuoli, que cuatro grandes inscripciones dicen que fue edificado a expensas de la colonia misma, fue el tercer anfiteatro por su amplitud (podía alojar 35 000−40 000 espectadores), inferior sólo al Coliseo y al anfiteatro de Capua.
Coronada por un ático la construcción de tres plantas estaba rodeada por un pórtico exterior sostenido por pilastras de piedra con semicolumnas, a las que más tarde se añadieron como refuerzo pilastras de ladrillo. Desde el porticado se alzaban las veinte rampas de escaleras que permitían el acceso a las plantas más altas de la cávea. En total, las entradas eran dieciséis y cuatro de ellas, las principales, estaban situadas en los extremos de los ejes.
A lo largo del perímetro interior había un corredor de servicio que conducía a la arena y, al sur, a una estancia quizá destinada al culto imperial.
Otros espacios de distinta finalidad estaban cavados bajo la cávea a lo largo del perímetro exterior. La parte subterránea del anfiteatro, que permaneció más tiempo enterrada, es la mejor conservada; parece añadida en época de Trajano o de Adriano.
En el interior de los cuatro sectores formados por los dos corredores ortogonales y por un gran ambulacro elíptico a lo largo del muro de la arena estaban situadas las estancias para las diversas exigencias de los espectáculos de juegos de gladiadores y cacerías.
Un foso de 43 m a lo largo del eje principal permitía la elevación de grandes escenografías. Otros hoyos permitían levantar las jaulas con las fieras sobre la arena.
En este teatro habrían muerto, víctimas de las fieras, San Jenaro, el patrono de Nápoles, y San Procolo, patrono de Pozzuoli, durante la persecución de Diocleciano llevada a cabo en 305. Según la tradición los dos mártires acabaron decapitados junto a la Solfatara de Pozzuoli, a causa del contratiempo que impidió a las autoridades llegar al circo para presenciar el espectáculo convenido.

## Anfiteatro republicano
El anfiteatro más antiguo, mucho más pequeño que el de Flavio, salió a la luz a comienzos del siglo XX, cuando ya sus escasos restos habían sido estropeados durante el curso de los trabajos sobre la línea ferroviaria Roma-Nápoles.
Del edificio, que se remonta a finales del siglo II a. C. y considerado por eso uno de los anfiteatros más antiguos, hoy sólo pueden distinguirse algunas arcadas de sostén de la cávea y la galería que la coronaba, situadas a un centenar de metros del anfiteatro de Flavio.
Este era de estructura simple, sin sótanos ni hoyos para las máquinas de elevación. Fue retocado durante el siglo I a. C., cuando se añadió una galería cubierta en la summa cavea. Se distinguen dos técnicas murarias, una en opus incertum y la siguiente en opus reticulatum.

## Galería de imágenes

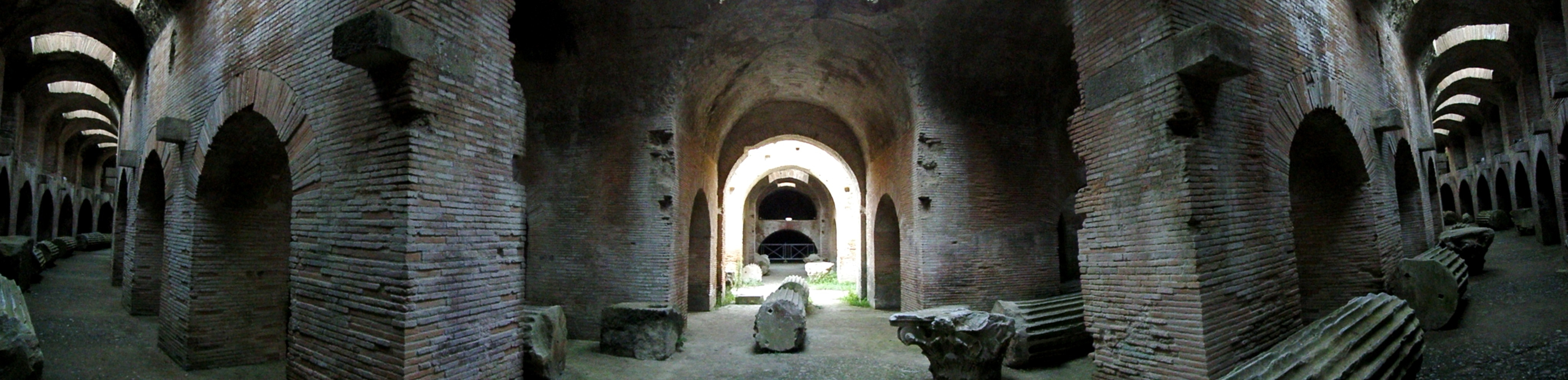
La parte subterránea.

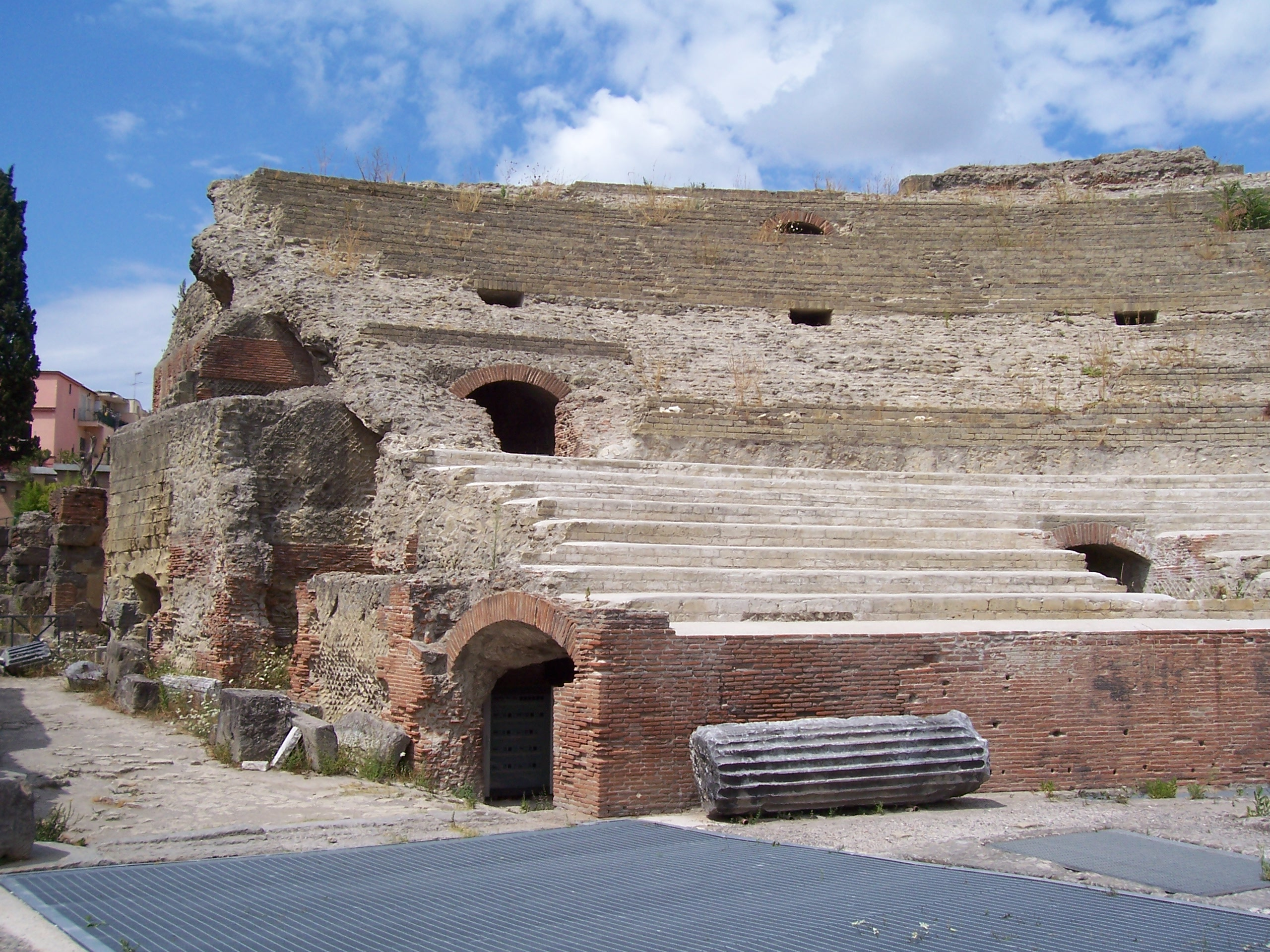
Cávea
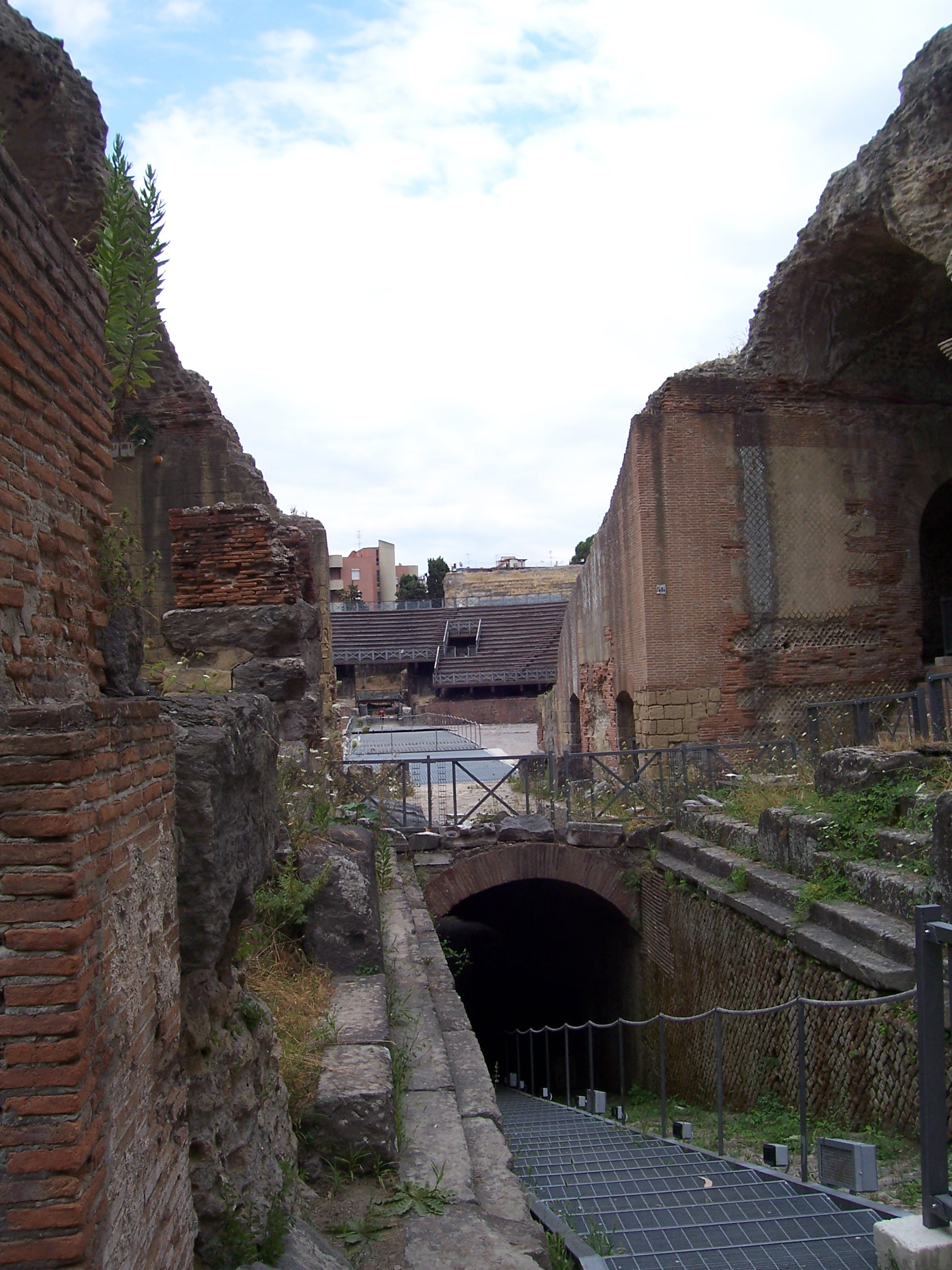
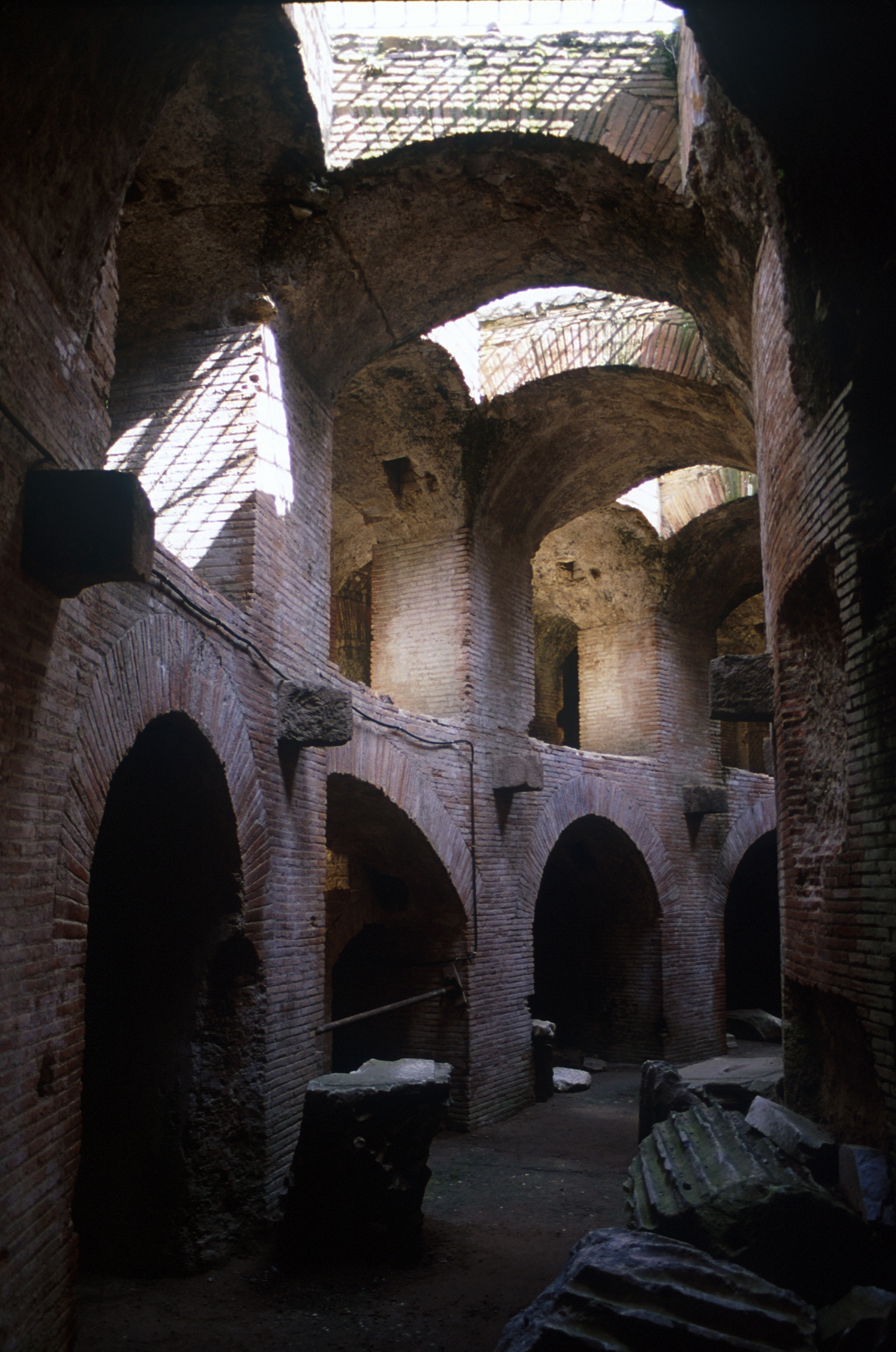
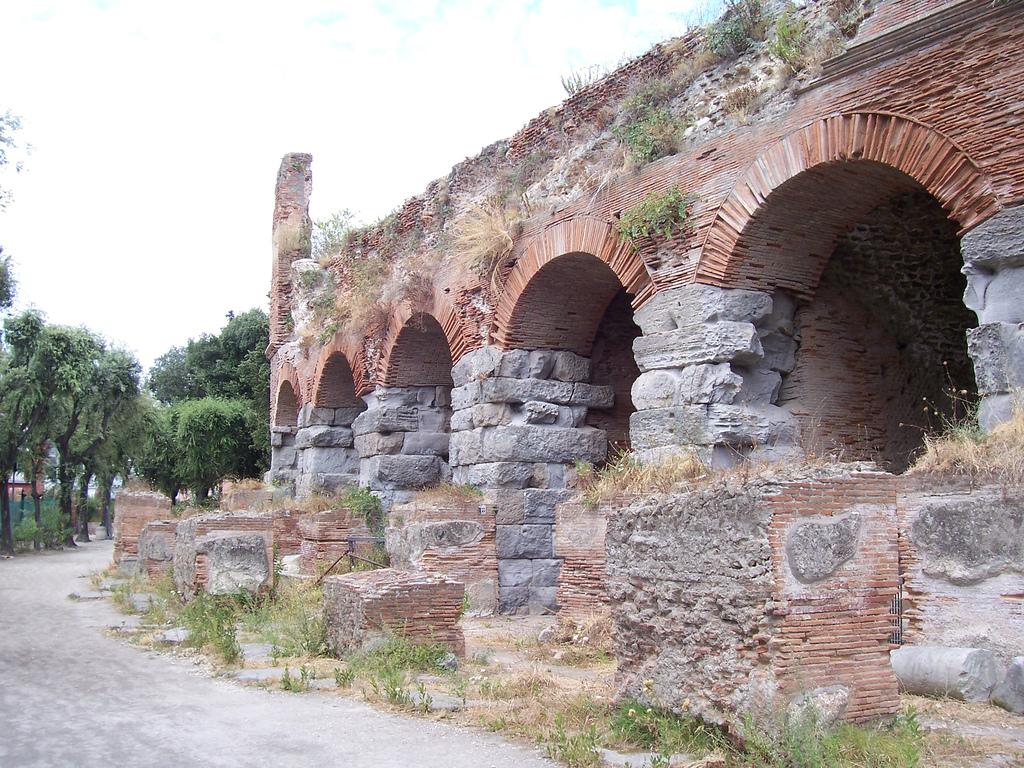
Pórtico exterior